# Karolina av Baden
Frederika Karolina Wilhelmina av Baden, född 13 juli 1776 i Karlsruhe, död 13 november 1841 i München, var en kurfurstinna och drottning av Bayern.

## Biografi
Karolina var dotter till Karl Ludvig av Baden och Amalia av Hessen-Darmstadt. Hon mottog flera äktenskapsförslag, och övervägdes bland annat som maka till hertigen av Enghien. Hennes systrar blev drottning av Sverige respektive kejsarinna av Ryssland.  
Hon gifte sig 1797 med den blivande Maximilian I Josef av Bayern, som då var Bayerns tronföljare. I äktenskapskontraktet tillförsäkrades hon religionsfrihet och fick behålla sin lutherska religion i stället för att konvertera till katolicismen, som annars var normalt då en protestant gifte sig med en katolik. Hon medförde en luthersk huskaplan, Ludwig Friedrich Schmidt, och rätten att hålla luthersk gudstjänst vid sitt hov. 
Karolina blev kurfurstinna då maken tillträdde tronen i kurfurstendömet Bayern år 1799, och bosatte sig då med honom i München. Hon blev där unik som den första protestantiska kurfurstinnan i Bayern. Karolina beskrivs som en värdig första dam vid det bayerska hovet, och var känd för att ha uppfostrat sina barn till sträng pliktkänsla. Maken var en av Napoleons allierade, och när det tysk-romerska kejsardömet upplöstes år 1806 gjordes Bayern till kungarike, vilket gjorde henne och maken till kung och drottning av Bayern och deras barn till kungliga prinsar och prinsessor. 
Efter makens död 1825 efterträddes han av hennes makes son i första äktenskapet, som hade en negativ syn på hennes protestantiska religion. När hon avled hanterades hennes begravning på order av den katolske ärkebiskopen på ett sätt som ansågs skamligt: hennes protestantiska präster förbjöds beträda kyrkan och klä sig i ämbetsdräkt, och hon bilades mycket enkelt mot vad som normalt var fallet.

### Barn
- dödfödd son (1799)
- Karl Fredrik (1800–1803)
- Elisabeth Ludovika av Bayern (1801–1873), gift med Fredrik Vilhelm IV av Preussen
- Amalia Augusta av Bayern (1801–1877), gift med Johan I av Sachsen
- Sofia av Bayern (1805–1872), gift med Frans Karl av Österrike
- Maria Anna av Bayern (1805–1877) gift med Fredrik August II av Sachsen
- Ludovika av Bayern (1808–1892), blev mor till kejsarinnan "Sissi" av Österrike-Ungern
- Maximiliana (1810–1821)